# Natação no Campeonato Europeu de Esportes Aquáticos de 2016 - 50 m costas masculino
A prova dos 50 metros costas masculino da natação no Campeonato Europeu de Esportes Aquáticos de 2016 ocorreu nos dias 18 e 19 de maio em Londres, no Reino Unido. 

## Calendário
| Fase          | Data       | Hora  |
| ------------- | ---------- | ----- |
| Eliminatórias | 18 de maio | 11:04 |
| Semifinal     | 18 de maio | 19:49 |
| Final         | 19 de maio | 19:32 |

Todos os horários estão no horário local (UTC+0)

## Recordes
Antes desta competição, os recordes eram os seguintes:
| Recorde mundial       | Liam Tancock    | 24.04 | Roma      | 2 de agosto de 2009  |
| Recorde europeu       | Liam Tancock    | 24.04 | Roma      | 2 de agosto de 2009  |
| Recorde do campeonato | Camille Lacourt | 24.07 | Budapeste | 12 de agosto de 2010 |

## Medalhistas
| Ouro                  | Prata               | Bronze                   |
| Camille Lacourt (FRA) | Richárd Bohus (HUN) | Grigory Tarasevich (RUS) |

## Resultados

### Eliminatórias
Esses foram os resultados das eliminatórias. 
| Pos. | Bateria | Raia | Nadador              | Nacionalidade | Tempo | Notas |
| ---- | ------- | ---- | -------------------- | ------------- | ----- | ----- |
| 1    | 4       | 4    | Grigory Tarasevich   | Rússia        | 24.85 | Q     |
| 2    | 5       | 4    | Camille Lacourt      | França        | 24.93 | Q     |
| 3    | 3       | 4    | Tomasz Polewka       | Polónia       | 25.00 | Q     |
| 4    | 3       | 3    | Jonatan Kopelev      | Israel        | 25.17 | Q     |
| 5    | 3       | 5    | Shane Ryan           | Irlanda       | 25.19 | Q     |
| 6    | 3       | 2    | Robert Glință        | Roménia       | 25.23 | Q     |
| 7    | 4       | 6    | Guy Barnea           | Israel        | 25.25 | Q     |
| 8    | 5       | 5    | Nikita Ulyanov       | Rússia        | 25.29 | Q     |
| 9    | 5       | 7    | Richárd Bohus        | Hungria       | 25.44 | Q     |
| 10   | 4       | 3    | Simone Sabbioni      | Itália        | 25.45 | Q     |
| 11   | 5       | 3    | Carl-Louis Schwarz   | Alemanha      | 25.54 | Q     |
| 12   | 5       | 6    | Viktar Staselovich   | Bielorrússia  | 25.55 | Q     |
| 12   | 5       | 2    | Apostolos Christou   | Grécia        | 25.55 | Q     |
| 14   | 4       | 5    | Chris Walker-Hebborn | Reino Unido   | 25.59 | Q     |
| 15   | 4       | 2    | Ralf Tribuntsov      | Estónia       | 25.74 | Q     |
| 16   | 3       | 8    | Baskalov İskender    | Turquia       | 25.81 | Q     |
| 17   | 4       | 1    | Doruk Tekin          | Turquia       | 25.84 |       |
| 18   | 5       | 1    | Benjamin Stasiulis   | França        | 25.93 |       |
| 19   | 5       | 0    | David Gamburg        | Israel        | 25.96 |       |
| 20   | 5       | 8    | Daniel Macovei       | Roménia       | 26.05 |       |
| 21   | 5       | 9    | Tomáš Franta         | Chéquia       | 26.07 |       |
| 22   | 1       | 6    | Markus Lie           | Noruega       | 26.18 |       |
| 23   | 2       | 6    | Karl Luht            | Estónia       | 26.22 |       |
| 24   | 4       | 7    | Michail Kontizas     | Grécia        | 26.24 |       |
| 25   | 1       | 2    | Boris Kirillov       | Azerbaijão    | 26.29 |       |
| 26   | 3       | 9    | Ģirts Feldbergs      | Letônia       | 26.31 |       |
| 27   | 2       | 5    | Daniel Martin        | Roménia       | 26.43 |       |
| 28   | 4       | 0    | Gytis Stankevičius   | Lituânia      | 26.44 |       |
| 29   | 2       | 9    | Marko Krce Rabar     | Croácia       | 26.46 |       |
| 30   | 2       | 4    | Luke Greenbank       | Reino Unido   | 26.50 |       |
| 31   | 3       | 0    | Mattias Carlsson     | Suécia        | 26.51 |       |
| 32   | 4       | 8    | Kristian Komlenić    | Croácia       | 26.53 |       |
| 33   | 2       | 1    | Petter Fredriksson   | Suécia        | 26.55 |       |
| 34   | 2       | 0    | Ege Başer            | Turquia       | 26.57 |       |
| 35   | 2       | 3    | Gabriel Lopes        | Portugal      | 26.58 |       |
| 36   | 3       | 1    | Endri Vinter         | Estónia       | 26.65 |       |
| 37   | 1       | 7    | Anton Loncar         | Croácia       | 26.67 |       |
| 38   | 4       | 9    | Balázs Zámbó         | Hungria       | 26.70 |       |
| 39   | 1       | 4    | Axel Pettersson      | Suécia        | 26.73 |       |
| 40   | 2       | 8    | Teo Kolonić          | Croácia       | 26.74 |       |
| 41   | 2       | 2    | Andrei Gussev        | Estónia       | 26.76 |       |
| 42   | 2       | 7    | Pāvels Vilcāns       | Letônia       | 26.94 |       |
| 43   | 1       | 5    | Berk Özkul           | Turquia       | 27.03 |       |
| 44   | 1       | 3    | Thomas Maurer        | Suíça         | 27.13 |       |
| 45   | 1       | 1    | Bogdan Plavin        | Ucrânia       | 28.75 |       |
| 46   | 3       | 6    | Gábor Balog          | Hungria       | DNS   |       |
| 46   | 3       | 7    | Alexis Santos        | Portugal      | DNS   |       |

### Semifinal
Esses foram os resultados das semifinais. 
Semifinal 1
| Pos. | Raia | Nadador              | Nacionalidade | Tempo | Notas |
| ---- | ---- | -------------------- | ------------- | ----- | ----- |
| 1    | 4    | Camille Lacourt      | França        | 24.79 | Q     |
| 2    | 3    | Robert Glință        | Roménia       | 24.97 | Q     |
| 3    | 6    | Nikita Ulyanov       | Rússia        | 25.06 | Q     |
| 4    | 5    | Jonatan Kopelev      | Israel        | 25.20 | Q     |
| 5    | 7    | Viktar Staselovich   | Bielorrússia  | 25.25 |       |
| 6    | 1    | Chris Walker-Hebborn | Reino Unido   | 25.36 |       |
| 7    | 2    | Simone Sabbioni      | Itália        | 25.37 |       |
| 8    | 8    | Baskalov İskender    | Turquia       | 25.94 |       |

Semifinal 2
| Pos. | Raia | Nadador            | Nacionalidade | Tempo | Notas |
| ---- | ---- | ------------------ | ------------- | ----- | ----- |
| 1    | 5    | Tomasz Polewka     | Polónia       | 24.87 | Q     |
| 2    | 4    | Grigory Tarasevich | Rússia        | 25.02 | Q     |
| 3    | 2    | Richárd Bohus      | Hungria       | 25.04 | Q     |
| 4    | 6    | Guy Barnea         | Israel        | 25.09 | Q     |
| 5    | 1    | Apostolos Christou | Grécia        | 25.28 |       |
| 6    | 3    | Shane Ryan         | Irlanda       | 25.32 |       |
| 7    | 7    | Carl-Louis Schwarz | Alemanha      | 25.77 |       |
| 8    | 8    | Ralf Tribuntsov    | Estónia       | 25.84 |       |

### Final
Esse foi o resultado da final. 
| Pos.              | Raia | Nadador             | Nacionalidade | Tempo | Notas |
| ----------------- | ---- | ------------------- | ------------- | ----- | ----- |
| Medalha de ouro   | 4    | Camille Lacourt     | França        | 24.77 |       |
| Medalha de prata  | 2    | Richárd Bohus       | Hungria       | 24.82 |       |
| Medalha de bronze | 6    | Grigoriy Tarasevich | Rússia        | 24.86 |       |
| 4                 | 7    | Nikita Ulyanov      | Rússia        | 24.96 |       |
| 5                 | 8    | Jonatan Kopelev     | Israel        | 25.00 |       |
| 6                 | 1    | Guy Barnea          | Israel        | 25.02 |       |
| 7                 | 3    | Robert Glință       | Roménia       | 25.03 |       |
| 7                 | 5    | Tomasz Polewka      | Polónia       | 25.03 |       |

Legenda
| Recorde mundial       | Recorde mundial (World record)               |                       | Recorde africano                      | Recorde africano (African) |                                           | Q | Classificado por posição (Qualified) |
| Recorde do campeonato | Recorde do campeonato (Championship record)  | Recorde da América    | Recorde da América (Americas)         | q                          | Classificado por melhor tempo (Qualified) |   |                                      |
| Melhor marca do ano   | Melhor marca do ano (World leading)          | Recorde asiático      | Recorde asiático (Asian)              | DNS                        | Não largou (Did not start)                |   |                                      |
| Recorde nacional      | Recorde nacional (National record)           | Recorde europeu       | Recorde europeu (European)            | DNF                        | Não terminou (Did not finish)             |   |                                      |
| Recorde pessoal       | Recorde pessoal do atleta (Personal best)    | Recorde da Oceania    | Recorde da Oceania (Oceania)          | DSQ / DQ                   | Desclassificado (Disqualified)            |   |                                      |
| Recorde da temporada  | Recorde da temporada do atleta (Season best) | Recorde sul-americano | Recorde sul-americano (South America) | NM                         | Sem marca (No mark)                       |   |                                      |